# Chłopak z sąsiedztwa (album)
Chłopak z sąsiedztwa – drugi album studyjny polskiego rapera Śliwy. Wydawnictwo ukazało się 27 lutego 2015 roku nakładem wytwórni muzycznej RPS Enterteyment w dystrybucji Fonografiki. Produkcji nagrań podjęli się Lema, Hirass, GZ, Shatansky. Z kolei wśród gości na płycie znaleźli się m.in. DJ Decks, Paluch, Peja oraz AK-47.
Album dotarł do 12. miejsca polskiej listy przebojów – OLiS.

## Lista utworów
Opracowano na podstawie materiału źródłowego.
CD 1
1. "Flashback Intro" (gościnnie: DJ Fidel Kostro, produkcja: Lema, Śliwa) - 1:35
2. "Łatwiej jest upaść trudniej wstać" (produkcja: Lema, gitara: Miklos) - 3:48
3. "Kumple" (gościnnie: DJ Fidel Kostro, produkcja: Lema) - 3:11
4. "Ten się śmieje kto się śmieje ostatni" (gościnnie: DJ Decks, produkcja: Lema) - 3:39
5. "Muszę Cię poznać" (produkcja: Lema) - 2:45
6. "Miewam sny" (produkcja: Lema) - 4:11
7. "Chcę Ci pomóc" (gościnnie: Paluch, produkcja: Hirass) - 4:07
8. "Mentalność singla" (gościnnie: Gandzior, produkcja: Lema) - 3:43
9. "W poszukiwaniu szczęścia" (produkcja: Lema) - 3:07
10. "Aż chce się żyć" (gościnnie: Fisher, Peja, produkcja: Lema) - 3:27
11. "Od zera do bohatera" (produkcja: Lema) - 3:31

CD 2
1. "Nie daj się" (gościnnie: DJ Fidel Kostro, produkcja: Shatansky, GZ) - 4:07
2. "Milion możliwości" (gościnnie: GZ, Fisher, produkcja: GZ) - 3:21
3. "Boisz się lustra" (produkcja: Lema) - 3:28
4. "Skrzywdzona" (gościnnie: DJ Danek, produkcja: Lema) - 2:23
5. "Dzieciak widzi dzieciak słyszy" (produkcja: GZ) - 3:05
6. "Co by się nie działo" (gościnnie: Bandura, Fidel Kostro, produkcja: Lema) - 2:30
7. "Haza" (gościnnie: GZ, Bandura, produkcja: Shatansky, GZ) - 3:51
8. "Nie igram z losem" (gościnnie: Fidel Kostro, produkcja: Lema) - 2:15
9. "Bezlitosny los" (produkcja: Lema) - 2:54
10. "Czy zapłaczesz po mej śmierci" (gościnnie: Jano, AK-47, produkcja: Lema) - 3:19
11. "Miewam sny (G-RMX)"